# Ceres (Argentina)
Ceres è un comune argentino del dipartimento di San Cristóbal, nella provincia di Santa Fe. È situato a 266 km a nord-ovest del capoluogo della provincia, Santa Fe, e aveva una popolazione di 25 499 abitanti nel 2001 (INDEC).
La città si trova a soli 10 km dal confine con la vicina provincia di Santiago del Estero, dalla quale riceve una forte influenza culturale, sociale e commerciale, in particolare con la città di Selva, distante 18 km dalla città. Ceres è attraversata dalla importantissima Ruta Nacional 34, dalla strada provinciale 17 e da diverse stradine e strade non asfaltate.
Il centro della città è diviso esattamente in due parti uguali dalla FCA (ex linea Mitre), attraversato costantemente da treni che trasportano minerali, cereali e passeggeri, e più in generale, prodotti provenienti dalla zona nord-occidentale dell'Argentina, diretti verso il porto di Rosario.